# Пел-Мел (театр, Київ)
Театр «Пел-Мел» — театр малих форм і жанрів, який діяв у 1916—1920 роках у Києві на Хрещатику, 29.
У 1917-1918 — Театр легкої комедії та оперети «Пел-Мел».

## Історія
Стаціонарний театр малих форм «Пел-Мел» відкрився 1 вересня 1916 року в літньому приміщенні клубу Дворянського зібрання на Хрещатику, 29 (ріг Лютеранської).
За жанром це був театр легкої комедії, який у пресі називали театром «витонченої» комедії, театр мініатюр.
Глядацька зала клубу на 400 місць розмістилась на першому поверсі. Тут же ж були розташовані гримерні, фоє та вітальня.
Директором-розпорядником театру був Г. С. Бунін.
Театр відкрився концертом артистів державних імператорських і київських приватних театрів. Репертуар на початку діяльності театру включав сольні виступи артистів цих театрів, а також гастролерів, зокрема, Маргарити Ртіщевої (пародистка), А. С. Легат (балерина). З 1 жовтня і до кінця 1916 року ставились комедії Євстигнея Мировича «Вова пристосувався» і «Вова у відпустці» в головній ролі з Г. Токарським. Глядачам подобались комедії Є. Мировича «Вільна любов», «Театр купця Єпішкіна» і «Двійник» Є. Мировича та відомого гумориста А. Аверченка.
Популярні актори запрошувались до виступів в театрі антрепренерами Г. С. Буніним і М. К. Максіним (Пфайфером) — відомим в майбутньому німецьким кінопродюсером. Режисером був Костянтин Бережний.
Часопис «Театр и Искусство» 1917 року (№ 1) відзначав фінансові успіхи театру — антрепренери Максін і Бунін отримали чистого прибутку понад 45 000 руб.
У січні 1918 року театр тимчасово припинив свою роботу. Згодом його робота була відновлена. 28 травня 1918 співрежисером і провідним актором театру став В. М. Вронський, який працював тут до кінця серпня. Виступи В. Вронського спочатку в дуеті з Л. Самборською, згодом з Є. Астровою в 1918 році мали великий успіх серед глядачів.
1918 року в театрі щоденно йшли 2 спектаклі, які починались о 18:00 і 19:45 вечора. В програмі: «Страшна помста» — буфонада, «У попа» — музичний вічний двигун, «Танці минулого і сьогоднішні» — буфонада, «Сіль до сварки» — інсценування без реквізиту і декорацій. За участі Юлії Бенеффі — танці, і Аркадія Бойтлера — мімічні сцени.
У жовтні 1918 в театрі виступав Аркадій Аверченко. Також тут виступали режисер і актор Аксель Лундін, актриса комедії і естради Олена Грановська, прима віденської оперети Корді Мілович, як конферансьє — актор Володимир Сладкопєвцев. В театрі виступали також московські акторки Є. В. Зелінська і Н. Струйська.
Театр існував до 1920 року.